# 东洋蛇鲭
东洋蛇鲭（学名：Neoepinnula orientalis），又名東方帶鰆、東方新蛇鯖，为蛇鲭科东洋蛇鲭属的鱼类。分布于日本、南非、墨西哥湾以及中国东海等海域。棲息深度200-570公尺，體長可達30公分，為外洋性深海魚類，屬肉食性，以魚類、甲殼類及頭足類為食。
其种加词“orientalis”意为“东方的”。